# Gamma Ethniki
La Gamma Ethniki (en griego: Γ΄ Εθνική) es la tercera división del fútbol en Grecia, debajo de la Superliga y de la Segunda Superliga. Entre 2019 y 2021, antes de la desaparición de la Football League, fue la cuarta categoría.

## Sistema de competición
La 3ª División de Grecia está compuesta por diez grupos de diferente cantidad de equipos. En la temporada 2020/21 al finalizar los diez grupos, el campeón de cada grupo se clasificará para una ronda de playoffs de dos grupos en la que se determinará que cuatro equipos ascenderán.

## Equipos 2023-24

### Grupo 1
| Equipo                     | Ciudad      |
| -------------------------- | ----------- |
| Aetos Varvaras             | Varvara     |
| Agias Marinas              | Agia Marina |
| Anagennisi Epanomi         | Epanomi     |
| Apollon Paralimniou FC     | Paralimnio  |
| Aris Avato FC              | Avato       |
| Aris Peteinou              | Peteinos    |
| AO Chaniotis               | Chaniotis   |
| Doxa Dramas                | Drama       |
| A. O. Kavala               | Kavala      |
| PAO Kristonis              | Kristóni    |
| Nestos Chrysoupoli         | Chrysoupoli |
| Niki Efkarpias             | Tesalónica  |
| Orestis Orestiadas         | Orestiada   |
| Panthrakikos FC            | Komotini    |
| Poseidon Nea Michaniona FC | Michaniona  |
| Thermaikos FC              | Thermi      |
| Thyella Sarakinon FC       | Sarakinoi   |
| PAE Veria                  | Veria       |

### Grupo 2
| Equipo                   | Ciudad          |
| ------------------------ | --------------- |
| Anagennisi Artas         | Arta            |
| AO Asteras Petriti       | Petriti         |
| Astir Lianokladi         | Leianokladi     |
| Eordaikos F.C.           | Ptolemaida      |
| Ethnikos Neou Keramidiou | Palaio Keramidi |
| PO Fikis                 | Fikis           |
| AGS Kastoria             | Kastoriá        |
| AE Kileler               | Kileler         |
| A.E. Lefkimmi F.C        | Lefkimmi        |
| Magnisiakos AEV          | Volos           |
| Pierikos Katerini        | Katerini        |
| Nea Artaki FC            | Nea Artaki      |
| GAS Svoronou             | Svoronos        |
| Thesprotos FC            | Igumenitsa      |
| Thyella Katsikas         | Katsikas        |
| AS Trikala               | Trikala         |
| Vataniakos FC            | Katerini        |
| Zakynthos FC             | Zakynthos       |

### Grupo 3
| Equipo                 | Ciudad               |
| ---------------------- | -------------------- |
| AER Afantou            | Afantou              |
| APO Ellas Syros        | Ermúpoli             |
| Erani Filiatras FC     | Filiatra             |
| Ermionidas-Ermis       | Kranidi              |
| Ialysos 1948 FC        | Ialysos              |
| Kyanos Asteras Vari FC | Vari                 |
| PAS Korinthos          | Corinto              |
| FC Marko               | Markopoulo Mesogaias |
| Messolonghi F.C.       | Mesolongi            |
| A.E. Mykonos           | Mykonos              |
| Panargiakos F.C.       | Argos                |
| Panegialios FC         | Egio                 |
| Panelefsiniakos FC     | Elefsina             |
| ΑE Pyliou              | Pyli                 |
| Rodos FC               | Rodas                |
| Thyella Rafina FC      | Rafina               |
| PAO Vardas FC          | Varda                |
| Vyzas F.C.             | Mégara               |

### Grupo 4
| Equipo                 | Ciudad                     |
| ---------------------- | -------------------------- |
| AO Agia Paraskevi      | Atenas                     |
| A.O. Agios Nikolaos FC | Agios Nikolaos             |
| Almyros Gaziou         | Almyrós                    |
| Apollon Smyrnis        | Atenas                     |
| Aris Petroupolis       | Petroupoli                 |
| Atromitos Pireo        | Nikaia-Agios Ioannis Renti |
| P.O. Atsaleniou        | Heraclión                  |
| AO Ellopiakos          | Ioannina                   |
| Episkopi FC            | Episkopí                   |
| Ermis Zoniana F.C.     | Zoniana                    |
| Ethnikos Piraeus F.C.  | El Pireo                   |
| Fostiras FC            | Tavros                     |
| Haidari F.C.           | Haidari                    |
| Ilisiakos Zografou     | Zografou                   |
| Panionios FC           | Nea Smyrni                 |
| Peramaikos F.C.        | Perama                     |
| Proodeftiki FC         | Níkea                      |
| AO Ypato FC            | Ypato                      |

## Últimos campeones
| Temporada | Grupo Sur         | Grupo Norte           |
| --------- | ----------------- | --------------------- |
| 2004-05   | Thrasyvoulos      | Veria                 |
| 2005-06   | Asteras Trípoli   | Agrotikos Asteras     |
| 2006-07   | Agios Dimitrios   | Pierikos              |
| 2007-08   | Diagoras          | Kavala                |
| 2008-09   | Ilioupoli FC      | Doxa Drama FC         |
| 2009-10   | Kallithea FC      | Veria FC              |
| 2010-11   | Panachaiki FC     | Anagennisi Epanomi FC |
| 2011-12   | Apollon Smyrni FC | Ethnikos Gazoros FC   |
| 2012-13   | Fostiras FC       | Apollon Kalamarias FC |

### Desde 2013
| Temporada | Campeón |
| --------- | --- |
| 2013-14   | Agrotikos Asteras, Larissa, Lamia, A.E. Ermionida, Trachones, AEK Athens                                                                    |
| 2014-15   | Panserraikos, Trikala, Panelefsiniakos, Kissamikos                                                                                          |
| 2015-16   | Aris, Aiginiakos, Sparta, OFI |
| 2016-17   | Apollon Kalamarias, Apollon Larissa, Panachaiki, Ergotelis                                                                                  |
| 2017-18   | Apollon Paralimnio FC, Iraklis Thessaloniki, Tilikratis FC, Volos FC, Asteras Amaliadas, Ethnikos Piraeus F.C., Aittitos Spata, Irodotos FC |
| 2018–19   | AO Kavala, PAE Veria, Kronos Argyrades FC, Olympiakos Volou, OF Ierapetra FC, GAS Ialysos FC, Egaleo FC, Aspropyrgos FC                     |

### Desde 2019
| Temporada | Campeón |
| --------- | --- |
| 2019–20   | Panserraikos FC, Almopos Aridea FC, Pierikos FC, AEP Kozani FC, Kallithea FC, Rodos FC, Asteras Vlachioti FC, Episkopi FC                                                 |
| 2020–21   | Orfeas Xanthi, Poseidon Nea Michaniona, Anagennisi Karditsa, Diagoras Stefanovikeio, PAS Acheron Kanallaki, Panionios, A.E. Kifisia, Thyella Rafina, Zakynthos, Irodotos1 |
| 2021–22   | Agrotikos Asteras,Makedonikos FC, Iraklis Larissa FC, Panachaiki FC, GS Ilioupolis, Proodeftiki FC, Rouf FC                                                               |
| 2022–23   | Kampaniakos F.C.,Kozani FC, Tilikratis FC, Aiolikos F.C., Giouchtas F.C.                                                                                                  |